# Paul Niepoort
Paul Niepoort, född 28 oktober 1922 i Aarhus i Danmark, död 2017 i Malmö, Sverige var en dansk-svensk arkitekt. 
Niepoort genomgick sin arkitektutbildning vid Kungliga Akademin i Köpenhamn. Efter studierna arbetade han bland annat med Le Corbusier i Paris och Marseille och Richard Kelly i New York.

## Verk i urval
- Stadshuset i Nyköping
- Sveriges Riksbank i Malmö
- Sveriges Riksbank i Göteborg
- Sveriges Riksbank i Jönköping
- Sveriges Riksbank i Växjö
- Stadshuset i Eslöv
- ABB i Västerås
- Thorsman & Co AB i Nyköping